# Stad al-Muharrak
Stad al-Muharrak – stadion piłkarski w Al-Muharrak, w Bahrajnie. Obiekt może pomieścić 10 000 widzów. Swoje spotkania rozgrywa na nim drużyna Al-Muharraq Sports Club.